# 特曼库拉 (加利福尼亚州)
特曼库拉（英語：Temecula；西班牙语：Temécula；路易塞诺语：Temeekunga），是美国加利福尼亚州河濱县西南部的一座城市。建市于1989年12月1日，面积大约为37.19平方英里（96.32平方公里）。根据2020年美国人口普查，该市有人口110,003人。特曼库拉是一个旅游和度假胜地，拥有特曼库拉谷葡萄酒乡、老城特曼库拉、特曼库拉谷热气球与葡萄酒节、特曼库拉谷国际电影节、冠军高尔夫球场以及度假住宿设施，这些都为该市的经济形象做出了贡献。
特曼库拉市是内陆帝国地区的西南端，距离聖地牙哥市中心约58英里（93公里），距离洛杉矶市中心约85英里（137公里）。特曼库拉属于大洛杉矶地区的一部分。该市北接穆列塔市，南邻佩昌加印第安人保留地和圣地亚哥县。特曼库拉也是特曼库拉-穆列塔-門尼菲都市区的主要城市，该都市区在2020年人口普查中的人口为528,991人。